# عجوقة سحلبية
عجوقة سحلبية (الاسم العلمي:Ajuga ophrydis) هي نوع من النباتات تتبع جنس العجوقة من الفصيلة الشفوية.